# Suranenggala Kidul
Suranenggala Kidul is een bestuurslaag in het regentschap Cirebon van de provincie West-Java, Indonesië. Suranenggala Kidul telt 4379 inwoners (volkstelling 2010).